# Judo na Igrzyskach Azjatyckich 1986
Turniej judo na igrzyskach Azjatyckich 1986 rozegrano w Seulu w dniach 1-4 października 1986 roku, na terenie "Saemaul Sports Hall".

## Tabela medalowa
| Poz.  | Państwo          |   |   |    | Łącznie |
| ----- | ---------------- | - | - | -- | ------- |
| 1.    | Korea Południowa | 6 | 1 | 1  | 8       |
| 2.    | Japonia          | 2 | 5 | 0  | 7       |
| 3.    | Chiny            | 0 | 2 | 5  | 7       |
| 4.    | Indie            | 0 | 0 | 4  | 4       |
| 5.    | Kuwejt           | 0 | 0 | 2  | 2       |
|       | Tajlandia        | 0 | 0 | 2  | 2       |
| 7.    | Hongkong         | 0 | 0 | 1  | 1       |
|       | Iran             | 0 | 0 | 1  | 1       |
| Razem | Razem            | 8 | 8 | 16 | 32      |

## Mężczyźni
| Waga   | Złoto:          | Srebro:            | Brąz:            | Brąz:                  |
| 60 kg  | Kim Jae-yup     | Koji Ono           | Zhang Guojun     | Morteza Chodadadi      |
| 65 kg  | Lee Kyung-keun  | Yōsuke Yamamoto    | Wang Xiaojie     | Sandeep Byala          |
| 71 kg  | Ahn Byeong-keun | Yukiharu Yoshitaka | Zhu Ziangcai     | Chong Siao Chin        |
| 78 kg  | Cho Hyung-soo   | Tang Haili         | Hisham Al-Sharaf | Marut Techawanit       |
| 86 kg  | Park Kyung-ho   | Noriyuki Sannohe   | Su Jungen        | Hassabodin Rojanachiva |
| 95 kg  | Ha Hyung-joo    | Hitoshi Sugai      | Tareq Al-Ghareeb | Cawas Billimoria       |
| +95 kg | Hitoshi Saitō   | Xu Guoqing         | Kim Ik-soo       | Shyam Singh Gurjar     |
| Open   | Yoshimi Masaki  | Cho Yong-chul      | Ding Mingjing    | Bannu Singh            |